# Lakkadivensee

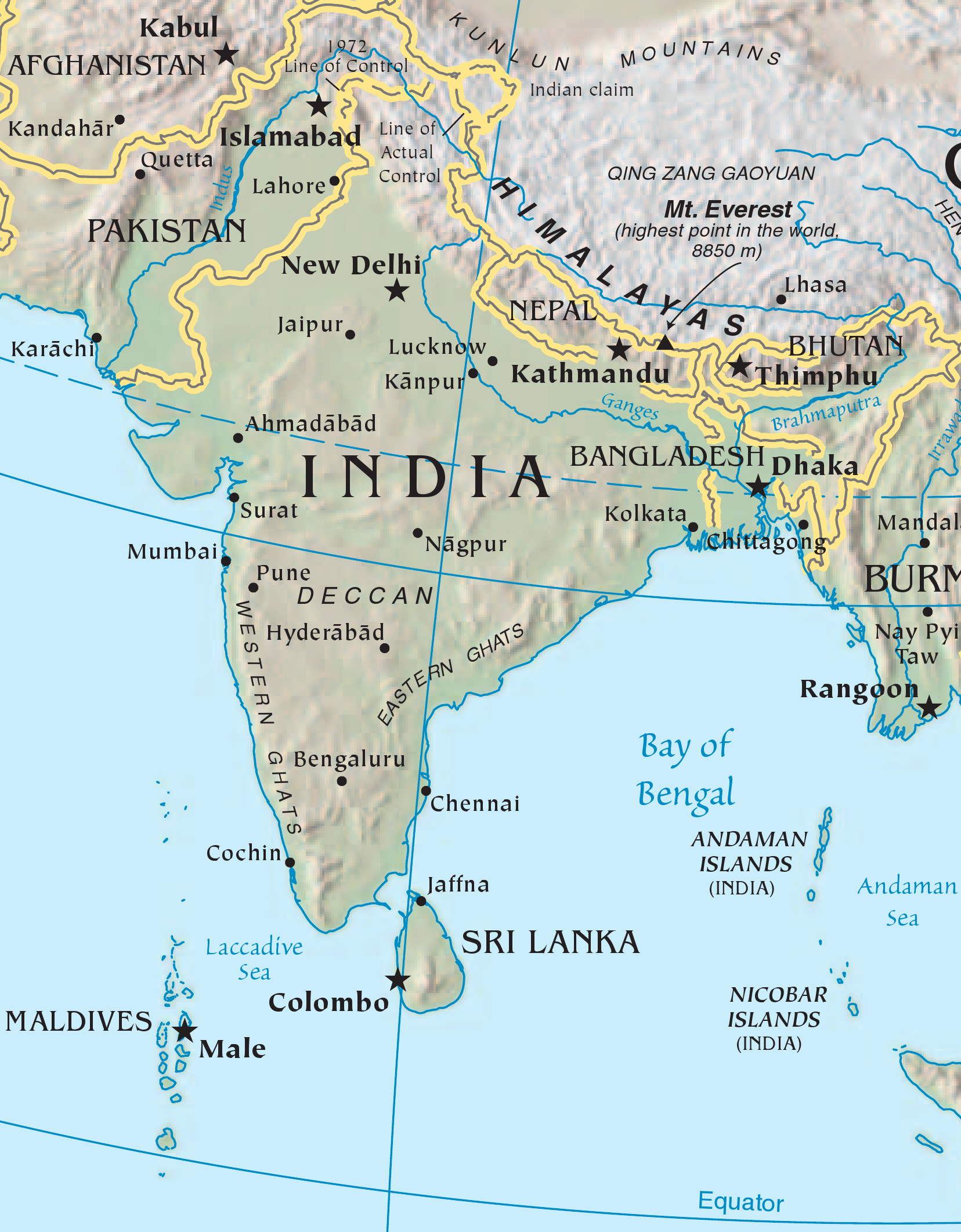
Die Lakkadivensee zwischen Sri Lanka, den Malediven, Lakshadweep und dem indischen Festland.

Die Lakkadivensee (auch bekannt unter der englischen Bezeichnung Laccadive Sea) ist ein 786 000 km² großes Randmeer des Indischen Ozeans zwischen Indien, den Malediven und Sri Lanka. Die durchschnittliche Tiefe beträgt 1929 Meter, die tiefste Stelle 4131 Meter.
Das Meeresgebiet ist nach den Lakkadiven, einer zu Indien gehörenden Inselgruppe im Unionsterritorium Lakshadweep, benannt. Im Nordwesten grenzt die Lakkadivensee an das Arabische Meer. Die meisten Ozeanographen sehen die Lakkadivensee als Teil des Arabischen Meeres an. Der Golf von Mannar ist der östlichste Teil der Lakkadivensee. Er wird von der Adamsbrücke zwischen dem indischen Festland und Sri Lanka begrenzt, die die Grenze zum östlich sich anschließenden Golf von Bengalen darstellt.
Die Grenzen der Lakkadivensee wurden von der International Hydrographic Organization wie folgt festgelegt:
- Westliche Grenze: Eine gerade Linie von der Festung Sadashivgad in Karwar im Bundesstaat Karnataka an der Westküste des indischen Festlandes 14° 48′ 0″ N, 74° 7′ 0″ O zum untermeerischen Atoll Corah Divh, dem nördlichsten Punkt Lakshadweeps 13° 42′ 0″ N, 72° 10′ 0″ O; von dort aus dem Verlauf des Lakkadiven-Chagos-Rückens folgend entlang der Westseite der Lakkadiven, Amindiven und Malediven bis zum südlichsten Punkt der Malediven, Gan (Atoll Addu) 0° 42′ 4″ S, 73° 9′ 14″ O
- Südliche Grenze: Eine gerade Linie von Gan (Atoll Addu) zur Südspitze Sri Lankas, Dondra Head 5° 55′ 8″ N, 80° 35′ 25″ O
- Östliche Grenze: Die Westküste Sri Lankas
- Nordöstliche Grenze: Die Adamsbrücke zwischen dem indischen Festland und Sri Lanka (Golf von Mannar) 9° 5′ 38″ N, 79° 32′ 48″ O
- Nördliche Grenze: Das indische Festland